# Meleana Shim
Meleana Shim, genannt Mana, (* 25. September 1991 in Honolulu, Hawaii) ist eine ehemalige US-amerikanische Fußballspielerin.

## Karriere
Anfang 2013 wurde Shim als sogenannter Discovery Player für die neugegründete NWSL vom Portland Thorns FC verpflichtet. Ihr Ligadebüt gab sie am 4. Mai 2013 gegen das Franchise der Washington Spirit und erzielte am 16. Juni 2013 gegen den Seattle Reign FC ihren ersten Treffer in der NWSL. Am 10. Januar 2014 verpflichtete Portlands Ligakonkurrent Houston Dash Shim zunächst im Rahmen des Expansion Drafts, nur eine Woche später einigten sich die beiden Franchises jedoch auf die sofortige Rückkehr Shims nach Portland. Nach einer kurzen Leihe zum japanischen Erstligisten Iga FC Kunoichi in der zweiten Jahreshälfte 2015 kehrte sie zur Saison 2016 abermals nach Portland zurück und war dort bis August 2017 aktiv. Nach einem kurzen Engagement beim schwedischen Zweitligisten Växjö DFF unterschrieb Shim im März 2018 bei dem Franchise der Houston Dash. Dort beendete sie im Sommer 2019 dann ihre Karriere als Spielerin.
Am 25. Juni 2023 unterschrieb sie jedoch noch einmal einen Kurzzeitvertrag beim NJ/NY Gotham FC, um hier als Verletzungsersatzspielerin zu dienen. In der Folge kam sie in der ablaufenden Saison 2023 noch einmal zu fünf Kurzzeiteinsätzen und erzielte im Challenge Cup 2023 sogar nochmal ein Tor.

### Nationalmannschaft
Shim wurde im März 2014 zum Sechs-Nationen-Turnier in La Manga erstmals in die US-amerikanische U-23-Auswahl berufen und bestritt im Rahmen des Turniers alle drei Partien, wobei ihr am 5. März gegen die Auswahl Norwegens ihr erster Treffer gelang.